# 帖木兒文藝復興

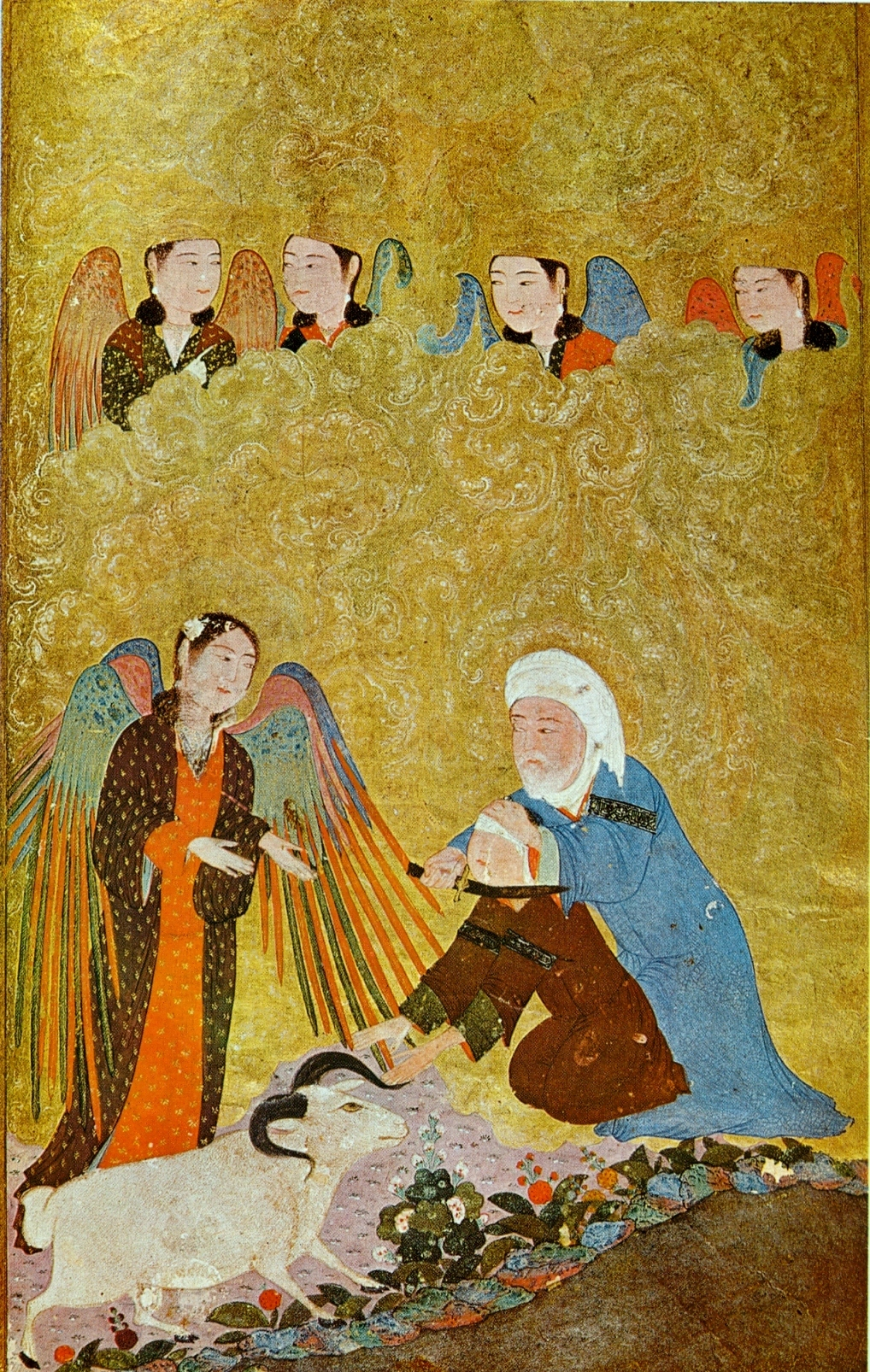

帖木兒王朝文藝復興（英語：Timurid Renaissance），是發生在14世紀末至16世紀初之間帖木兒帝國藝術和科學發展的歷史現象。
在蒙古入侵和征服時期結束後，帖木兒文藝復興在15世紀達到頂峰。帖木兒文藝復興的標誌之一是帖木兒對撒馬爾罕的重建。撒馬爾罕是重要的伊斯蘭學術研究中心，撒馬爾罕在蒙古征服花剌子模期間被成吉思汗摧毀。帖木兒統治時期使人們對古典波斯藝術重新產生了興趣。已經進行了大規模的建築項目（陵墓，伊斯蘭學校和中世紀的伊斯蘭書坊），數學和天文學受到了更多的關注，並在16世紀初達到了掌握槍支的目的。
帖木兒一生中的主要任務是渴石的帖木兒家族陵園，比比哈努姆清真寺以及撒馬爾罕市本身的重建。在此期間，赫拉特市成為伊斯蘭世界重要的思想和藝術生活中心。突厥語也成為更廣泛的文學與口語語言。

## 历史
帖木儿帝国是帖木儿在征服了几个伊尔汗国的继承国后于1370年建立的。每征服一个城市后，按照蒙古军队的习惯，帖木儿人通常会饶恕当地工匠的性命，将他们驱遣到帖木儿的首都撒马尔罕做工。
帖木儿王朝在15世纪初征服波斯后，许多伊斯兰艺术特征与蒙古艺术交织在一起。帖木儿后期建立的伊斯兰教法使撒马尔罕成为伊斯兰艺术的中心之一。
15世纪中期，帝国迁都赫拉特，赫拉特成为帖木儿艺术的集中地。与撒马尔罕一样，不同民族背景的工匠和知识分子很快将赫拉特建成了一个艺术和文化中心。很快，许多帖木儿的文化表现形式与其他传统的文化表现形式混合在一起。

### 艺术
帖木儿艺术吸收并改进了波斯传统的 "书的艺术 "概念。新的、受帖木儿影响的艺术作品是由帝国的艺术家们制作的纸质插图（相对于羊皮纸）手稿。这些插图因其丰富的色彩和精致的设计而引人注目。由于在这些手稿中发现的微型绘画的质量，大都会艺术博物馆的考古学家和艺术史学家苏珊-亚尔曼[20] 指出，"赫拉特学校[手稿绘画]通常被视为波斯绘画的顶点。
帖木儿的银嵌钢经常被认为是质量特别高的。绘画并不限于手稿。许多帖木儿艺术家还创作了复杂的壁画。这些壁画中有许多描绘了源自波斯和中国艺术传统的风景。虽然这些画的主题是从其他文化中借来的，但帖木儿的壁画最终被提炼成自己的独特风格。
蒙古人的艺术传统并没有完全被淘汰，因为在15世纪帖木儿艺术中看到的高度风格化的人物描写就是来自于这种文化。
忽辛·拜哈拉苏丹在位期间，艺术水平进一步提高。他以其王国的慈善家和学习赞助人而闻名。忽辛·拜哈拉建造了许多建筑，包括一所著名的学校。他被描述为 "河中地区后期典型的帖木儿统治者"。他精致的宫廷和慷慨的艺术赞助让人钦佩不已，尤其是他的堂兄，印度莫卧儿王朝的巴布尔。

### 建筑
帖木儿建筑借鉴了塞尔柱建筑的各个方面。绿松石和蓝色的瓷砖构成了复杂的线性和几何图案，装饰着建筑物的外墙。有时建筑内部也有类似的装饰，绘画和灰泥浮雕进一步丰富了效果。
帖木儿建筑是中亚地区伊斯兰艺术的巅峰之作。帖木儿及其继承者在撒马尔罕和赫拉特建造了壮观而庄严的建筑。这些不朽的作品有助于将伊儿王朝艺术流派的影响传播到印度，在那里产生了著名的莫卧儿（或蒙古）建筑流派。
帖木儿的建筑始于今天哈萨克斯坦的艾哈迈德·亚萨维的圣殿，并在帖木儿位于撒马尔罕的古尔·艾米尔陵墓中达到顶峰。帖木儿的古尔·伊米尔，这个14世纪的征服者的陵墓覆盖着 "绿松石的波斯瓦片"。 在附近，在古镇的中心，可以看到帖木儿苏丹乌鲁伯格的 "波斯风格的宗教学校"和 "波斯风格的清真寺"。帖木儿王子的陵墓，其绿松石和蓝瓦的圆顶，仍然是最精致和最精美的波斯建筑之一。
轴对称是所有主要帖木儿建筑的特点，特别是撒马尔罕的Shāh-e Zenda、赫拉特的Musallah建筑群和马什哈德的Gawhar Shad清真寺。各种形状的双圆顶比比皆是，外面都涂上了绚丽的色彩。帖木儿对该地区的统治加强了其首都和波斯建筑对印度次大陆的影响。

### 科学
卡西是数学和天文学领域最有影响力的贡献者之一。他得到了沙哈鲁汗和高哈尔绍德皇后的巨大支持，他们对科学非常感兴趣，并鼓励他们的宫廷对各个领域进行深入的研究。因此，他们掌权的时期成为许多学术成就的时期。
在苏丹乌鲁伯格的统治下，帝国的科学发展达到了顶峰。在他的统治期间，卡西制作了正弦表，每度的精度达到四位小数（相当于八位小数），包括每分钟的差值。他还制作了处理天球坐标系之间转换的表格，如从黄道坐标系到赤道坐标系的转换。撰写了《Sullam al-Sama》，解决了前人在确定地球、月亮、太阳和星星等天体的距离和大小方面遇到的困难。还撰写了《天文观测仪器论》，描述了各种不同的仪器，包括Mo'ayyeduddin Urdi的三棱镜和浑天仪、赤道浑天仪和太阳浑天仪、 乌尔迪的正弦和正弦仪，胡杨迪的六分仪，萨马尔干天文台的法赫里六分仪，他发明的双象限阿齐木斯高度仪，以及他发明的包含阿尔希达德的小型浑仪。 
他还发明了 "相合板"，这是一种模拟计算仪器，用于确定一天中行星相合的时间，[33]并用于进行线性插值。 [34] 他还发明了一种机械行星计算机，他称之为 "区块板"，它可以用图形解决一些行星问题，包括预测太阳和月亮的真实经度位置，以及行星的椭圆轨道；太阳、月亮和行星的纬度；以及太阳的黄道。该仪器还包括一个Alhidade和标尺。
乌鲁伯格在撒马尔罕建立了一所学院，很快成为一所著名的大学。来自中亚各地以及其他地区的学生纷纷涌入位于其苏丹国首都的这所学院。因此，乌鲁格-贝格聚集了许多伟大的数学家和科学家，包括阿里-库什吉。阿里在独立于自然哲学的天文物理学方面取得了重大发展，并在其论文《关于天文学对哲学的假定依赖》中为地球的旋转提供了经验证据。除了对乌鲁格-贝格的名作《Zij-i-Sultani》和创建Sahn-ı Seman Medrese（奥斯曼帝国哈里发最早的各种传统伊斯兰科学研究中心之一）的贡献外，阿里-库什库也是几部科学作品和天文学教科书的作者。[37] 库什库最重要的天文学作品是《关于天文学对哲学的假设依赖》。在反对亚里士多德主义干涉天文学的伊斯兰神学家的影响下，库什吉拒绝了亚里士多德物理学，并将自然哲学与伊斯兰天文学完全分开，使天文学成为一门纯粹的经验和数学科学。这使他能够探索亚里士多德的静止地球概念的替代方案，因为他探索的是运动地球的想法（尽管埃米莉-萨维-史密斯断言，没有伊斯兰天文学家提出日心宇宙[38]）。他还通过对彗星的观察找到了地球自转的经验证据，并根据经验证据而不是推测的哲学得出结论，移动地球理论和静止地球理论一样可能是真的。

### 遗产
帖木儿帝国在15世纪末衰落后，火药帝国，即奥斯曼帝国、萨法维王朝、莫卧儿印度和其他帝国将帖木儿的艺术传统共同纳入他们自己的艺术传统。